# Хоффман, Руди
Рудольф Хоффман (нем. Rudolf Hoffmann; 11 февраля 1935, Эстринген — 16 октября 2020) — западногерманский футболист, полузащитник.

## Карьера

### Клубная карьера
Во взрослом футболе дебютировал в 1952 году в клубе «Виктория» (Ашаффенбург), за который играл на протяжении пяти сезонов, приняв участие в 59 матчах.
В 1957 году перешёл в «Штутгарт». Отыграл за клуб следующие три сезона своей карьеры. В 1958 году завоевал титул обладателя Кубка Германии. Всего в составе клуба принял участие в 56 матчах, забив один гол.
Завершил карьеру футболиста в 1963 году в клубе «Пирмазенс», за который выступал с 1960 года.

### Карьера в сборной
В 1955 году провёл свой единственный матч в составе национальной сборной ФРГ против Ирландии.
В 1956 году был в составе сборной на Олимпийских играх. В 1958 году был в составе сборной на чемпионате мира в Швеции, но находился на скамейке запасных и на поле ни разу не выходил.

### Смерть
Скончался 16 октября 2020 года на 86-м году жизни.

## Достижения
«Штутгарт»
- Обладатель Кубка Германии: 1958